# Nośność wirowa
Nośność wirowa – mechanizm powstawania siły nośnej przez skrzydła typu delta przy dużych kątach natarcia. Nośność wirowa wykorzystywana jest między innymi przez myśliwce ze skrzydłem delta lub skrzydłem pasmowym.